# Partition
Partition is een nummer van de Amerikaanse zangeres Beyoncé uit 2014. Het is de derde single van haar titelloze vijfde studioalbum.
"Partition" gaat over een vrouw die seks heeft met haar man op de achterbank van de auto. In de tekst zit een verwijzing naar de affaire tussen Bill Clinton en Monica Lewinsky. Het nummer werd een bescheiden hit in Amerika, waar het de 23e positie bereikte in de Billboard Hot 100. In Nederland deed de plaat niets in de hitlijsten, terwijl in Vlaanderen de 2e positie in de Tipparade werd gehaald.

## Tracklijst
- Muziekdownload

1. "Partition" - 5:19